# Altica prasina
Altica prasina är en skalbaggsart som beskrevs av J. L. Leconte 1857. Altica prasina ingår i släktet Altica och familjen bladbaggar.

## Underarter
Arten delas in i följande underarter:
- A. p. prasina
- A. p. populi